# کنعان هیبت‌اف
کنعان هیبت‌اف (انگلیسی: Kanan Heybatov؛ زادهٔ ۲۱ نوامبر ۲۰۰۲) ورزشکار کشتی آماتور اهل جمهوری آذربایجان است.
وی در مسابقات کشوری و بین‌المللی در مجموع برندهٔ ۲ مدال طلا، ۱ مدال نقره، ۳ مدال برنز شده است.